# Detrito marinho
Detrito marinho, também conhecido como lixo marinho, é o material sólido criado pelo homem que foi deliberada ou acidentalmente liberado nos mares ou no oceano. Detritos oceânicos flutuantes tendem a se acumular no centro dos giros e nas costas, frequentemente encalhando, quando são conhecidos como lixo de praia ou resíduos de maré. O descarte deliberado de resíduos no mar é chamado de despejo oceânico. Resíduos naturais, como madeira flutuante e sementes, também estão presentes. Com o uso crescente do plástico, a influência humana tornou-se um problema, pois muitos tipos de plásticos (petroquímicos) não se biodegradam rapidamente, como acontece com os materiais naturais ou orgânicos. O maior tipo de poluição plástica (~10%) e a maioria dos plásticos de grandes dimensões nos oceanos são descartados e perdidos nas redes da indústria pesqueira. O plástico transportado pela água representa uma séria ameaça para os peixes, as aves marinhas, os répteis marinhos e os mamíferos marinhos, bem como para os barcos e as costas.
Despejos, derramamentos de contêineres, lixo levado para bueiros e cursos d'água e resíduos de aterros sanitários levados pelo vento contribuem para esse problema. Esse aumento na poluição da água causou sérios efeitos negativos, como redes de pesca descartadas capturando animais, concentração de resíduos plásticos em grandes manchas de lixo marinho e aumento das concentrações de contaminantes na cadeia alimentar.
Em esforços para prevenir e mediar resíduos e poluentes marinhos, leis e políticas foram adotadas internacionalmente, com a ONU incluindo a redução da poluição marinha no ODS 14 "Vida na Água". Dependendo da relevância para as questões e dos vários níveis de contribuição, alguns países introduziram políticas de proteção mais específicas. Além disso, algumas organizações sem fins lucrativos, ONGs e organizações governamentais estão desenvolvendo programas para coletar e remover plásticos do oceano. No entanto, em 2017, a ONU estimou que até 2050 haverá mais plástico do que peixes nos oceanos se não forem tomadas medidas substanciais.

## Tipos

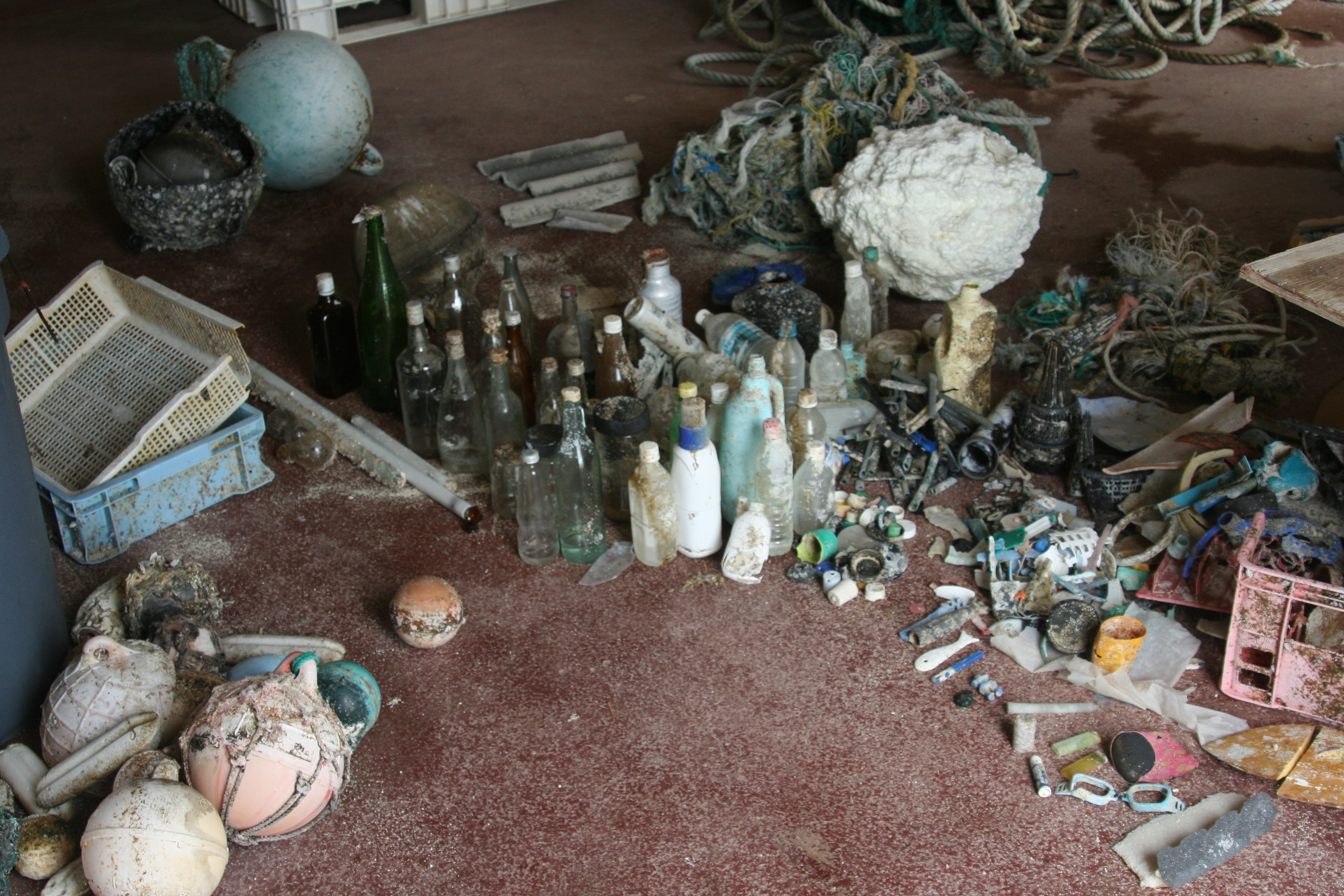
Entulhos coletados nas praias da Ilha Tern, no French Frigate Shoals, ao longo de um mês

O Programa das Nações Unidas para o Meio Ambiente (PNUMA) considera detrito marinho "uma ameaça séria e vasta para os ambientes marinhos e costeiros, e que vem constantemente se agravando. Qualquer material sólido, persistente, manufaturado ou processado, que é descartado ou abandonado no ambiente marinho e costeiro. Os detritos marinhos são objetos que foram feitos ou usados por pessoas e deliberadamente descartados nos mares, rios ou praias; foram levados ao mar indiretamente pelos rios, inundações, esgotos e águas servidas, ou vendavais; foram perdidos acidentalmente, incluindo materiais perdidos no mar durante tempestades (materiais de pesca, cargas); ou foram deliberadamente deixados pelas pessoas nas praias e costas".
Os investigadores classificam os detritos como sendo terrestres ou oceânicos; em 1991, o Grupo Conjunto de Peritos das Nações Unidas sobre os Aspectos Científicos da Poluição Marinha estimou que até 80% da poluição era terrestre, com os restantes 20% originários de eventos catastróficos ou de fontes marítimas. Estudos mais recentes descobriram que mais de metade dos resíduos plásticos encontrados nas costas coreanas, por exemplo, são provenientes do oceano.
Uma grande variedade de objetos feitos pelo homem podem se tornar detritos marinhos; sacos plásticos, balões, bóias, cordas, resíduos médicos, garrafas vidro e plástico, pontas de cigarro, isqueiros, latas de bebidas, poliestireno, linhas de pesca e redes perdidas e vários resíduos de navios de cruzeiro e plataformas de petróleo estão entre os itens comumente encontrados na praia. Os anéis de seis aberturas, em particular, são considerados emblemáticos do problema.
Os militares dos EUA despejaram no oceano armas e bombas não utilizadas, incluindo bombas comuns, munição não detonada, minas terrestres e armas químicas, pelo menos de 1919 até 1970. Milhões de kilos de munições foram descartadas no Golfo do México e ao largo das costas de pelo menos 16 estados, de Nova Jersey ao Havaí (embora estas, claro, não cheguem à costa, e os EUA não sejam o único país que pratica esta prática).
Oitenta por cento dos detritos marinhos são plásticos. Os plásticos se acumulam porque normalmente não são biodegradáveis como muitas outras substâncias. Eles se fotodegradam quando expostos à luz solar, embora o façam apenas em condições secas, pois a água inibe a fotólise. Em um estudo de 2014 usando modelos de computador, cientistas do grupo 5 Gyres estimaram 5,25 trilhões de pedaços de plástico pesando 269 000 toneladas foram dispersos nos oceanos em quantidades semelhantes nos hemisférios Norte e Sul.

### Detritos marinhos industriais persistentes
Alguns materiais e atividades usados nas práticas industriais que não se degradam facilmente, que persistem no meio ambiente e tendem a se acumular ao longo do tempo. As atividades podem incluir indústrias de pesca, navegação e aquicultura que coletam ou usam recursos no ambiente marinho e podem perder ou descartar equipamentos, materiais, máquinas ou resíduos sólidos de processos industriais na água ou nas margens. Isso pode incluir qualquer coisa tão grande quanto um barco de pesca ou tão pequena quanto uma partícula de uma bóia de isopor para lagosta. Em 2003, foi realizado um estudo para identificar tipos, quantidades, fontes e efeitos de detritos marinhos industriais persistentes nas águas costeiras e ao longo das costas do Condado de Charlotte, New Brunswick, e examinar qualquer relação entre a quantidade e os tipos de detritos marinhos industriais persistentes e os tipos e números de operações industriais nas proximidades.

### Redes fantasmas

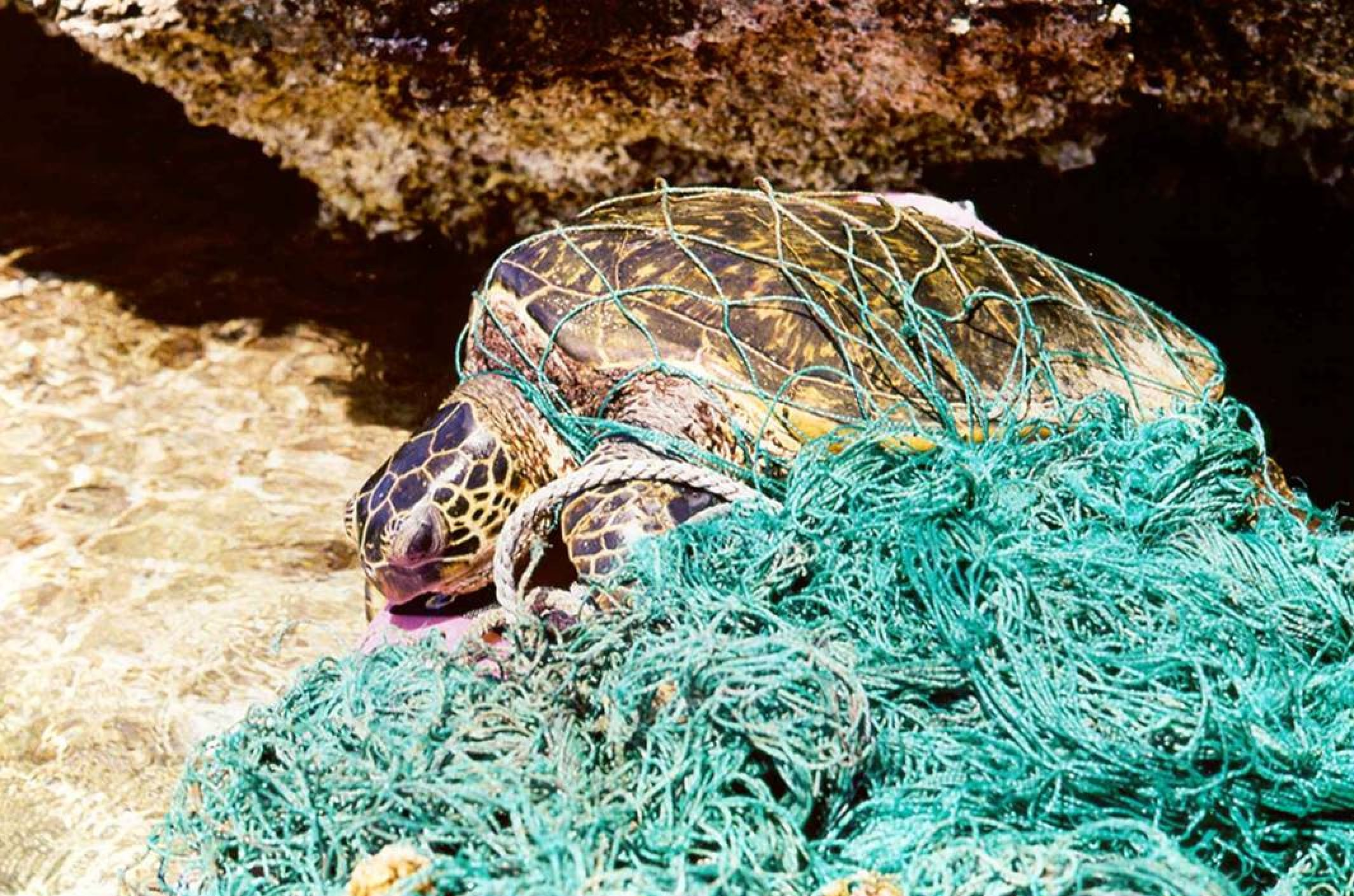
Uma tartaruga marinha emaranhada em uma rede fantasma.

As redes fantasma são redes de pesca que foram deixadas ou perdidas no oceano pelos pescadores. Elas podem chegar às praias e recifes rochosos ou ficar à deriva em mar aberto. Essas redes, muitas vezes quase invisíveis na luz fraca, representam um grande perigo para os animais marinhos, pois restringem os movimentos, causando fome, laceração e infecção, e asfixia aos seres que precisam retornar à superfície para respirar. Elas podem enredar peixes, golfinhos, tartarugas marinhas, tubarões, dugongos, crocodilos, pássaros marinhos, caranguejos e outras criaturas, incluindo o ocasional mergulhador humano.

### Microplásticos
Os microplásticos são definidos como partículas sólidas baseadas em polímeros com comprimento menor que 5 mm, de acordo com a Administração Oceânica e Atmosférica Nacional, dos EUA (NOAA). Nota-se que, ainda que não haja nenhum tipo de limitação ao tamanho dos microplásticos, cientistas estão começando a classificar microplásticos de menos que alguns micrômetros como nanoplásticos, uma vez que estes são especialmente difíceis de se isolar e detectar por métodos tradicionais. Eles entram em ecossistemas naturais de uma variedade de fontes, incluindo, mas não se limitando, a cosméticos, roupas e processos industriais.

### Detritos do fundo do mar
Detritos marinhos são encontrados no fundo do oceano Ártico. Embora um número crescente de estudos tenha se concentrado na acumulação de detritos plásticos nas costas, nas águas superficiais e na ingestão destes resíduos por parte de organismos marinhos que vivem nos níveis superiores da coluna de água, há informações limitadas sobre detritos nas camadas mesopelágicas e mais profundas. Estudos realizados conduziram pesquisas por meio de amostragem de fundo, observação de vídeo por meio de veículos operados remotamente (ROVs) e submersíveis. Eles também são limitados principalmente a projetos pontuais que não se estendem o suficiente para mostrar efeitos significativos dos detritos do fundo do mar ao longo do tempo. Até agora, a investigação demonstrou que os detritos no oceano profundo são de fato afetados por atividades antropogênicas, e o plástico tem sido frequentemente observado no mar profundo, especialmente em áreas ao largo de regiões densamente povoadas, como o Mediterrâneo.
Lixo, feito de diversos materiais mais densos do que a água da superfície (como vidros, metais e alguns plásticos), foi encontrado espalhado no fundo dos mares e oceanos abertos, onde pode ficar preso em corais e interferir com outras formas de vida no fundo do mar, ou mesmo ficar enterrado sob sedimentos, tornando a limpeza extremamente difícil, especialmente devido à grande área de sua dispersão em comparação com naufrágios. Plásticos que geralmente apresentam flutuabilidade negativa podem afundar com a aderência do fitoplâncton e a agregação de outras partículas orgânicas. Outros processos oceânicos que afetam a circulação, como tempestades costeiras e convecção marítima, desempenham um papel na transferência de grandes volumes de partículas e detritos. As características topográficas submarinas também podem aumentar as correntes descendentes, levando à retenção de microplásticos em determinados locais.
Um banco de dados de detritos marinhos profundos do Centro Global de Dados Oceanográficos da Agência Japonesa de Ciência e Tecnologia Marinha e Terrestre (JAMSTEC), mostrando trinta anos de fotos e amostras de detritos marinhos desde 1983, foi tornado público em 2017. Dos 5.010 mergulhos no banco de dados, usando ROVs e submersíveis de alto mar, 3.425 detritos artificiais foram contados. Os dois tipos mais significativos de detritos foram o macroplástico, que representou 33% dos detritos encontrados – 89% dos quais eram de uso único – e o metal, que representou 26%. Restos de plástico foram encontrados no fundo da Fossa das Marianas, a uma profundidade de 10.898 metros, e sacos plásticos foram encontrados enredados em aglomerados de fontes hidrotermais e infiltrações frias.

## Fontes

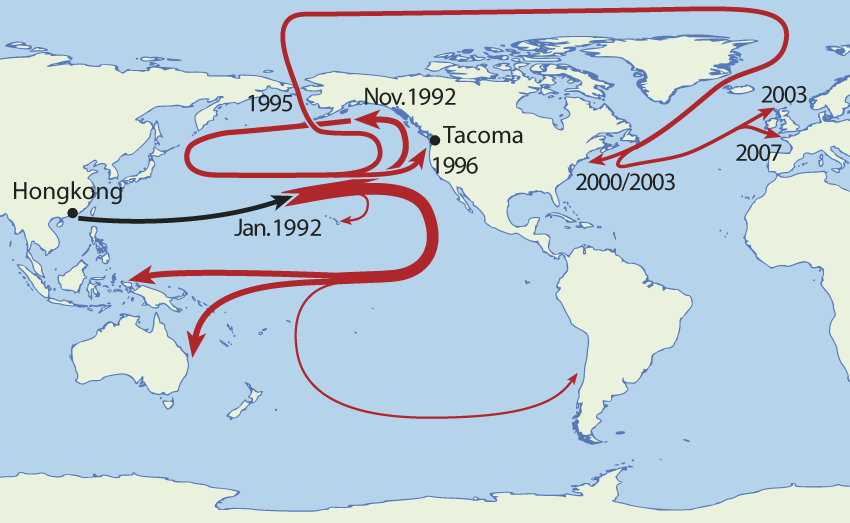
A viagem dos Friendly Floatees

## Impactos

### Impactos ambientais

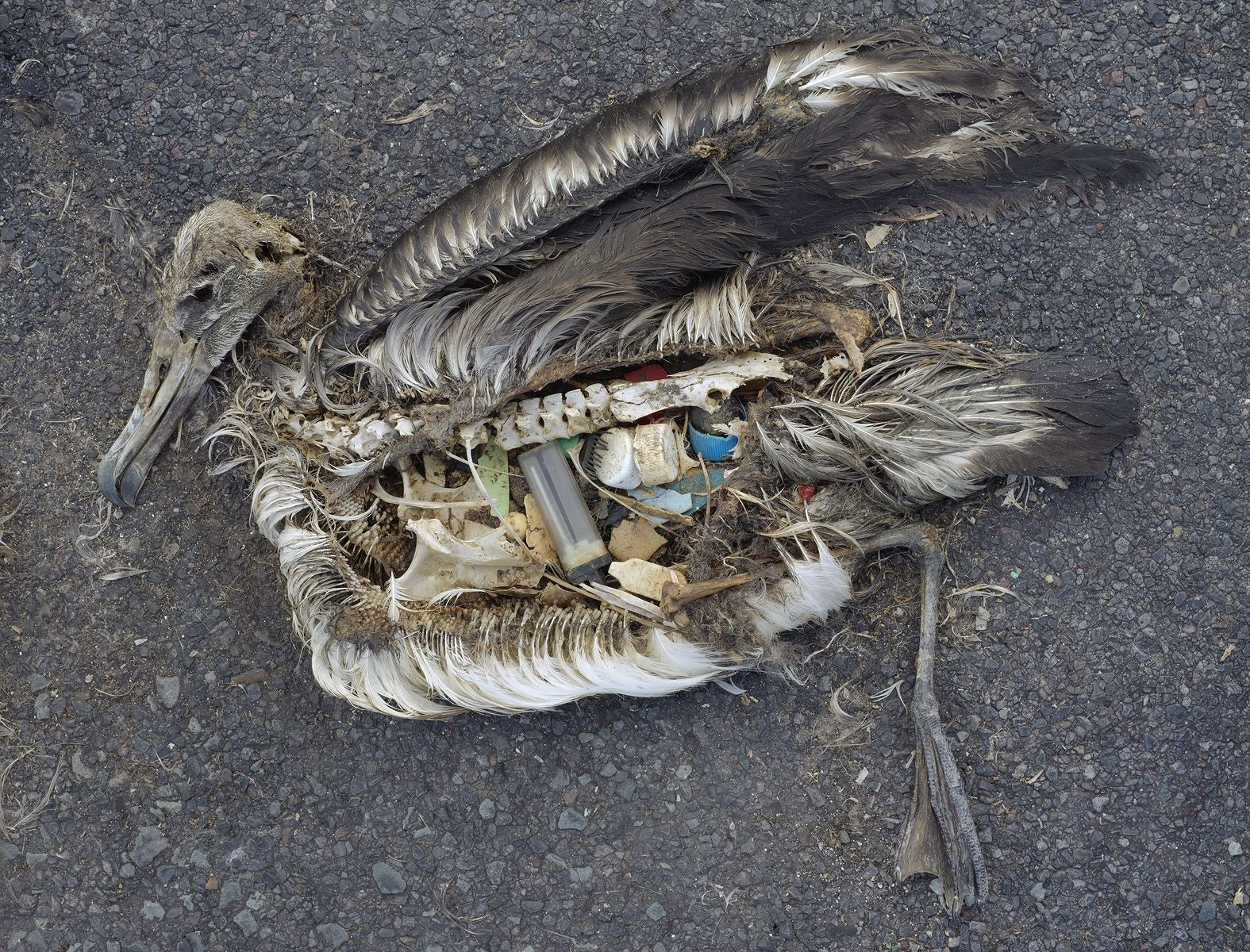
Restos de um albatroz contendo detritos ingeridos.

Tem sido amplamente comprovado que o lixo marinho causa problemas para a vida marinha em diversos níveis, e pode viajar longas distâncias pelas correntes marinhas, afetando todas as regiões do mundo, mesmo zonas desabitadas e o fundo oceânico. Segundo um relatório da Comissão Europeia, "a cada ano milhões de animais que vivem nos oceanos são debilitados, mutilados e mortos pelos detritos".

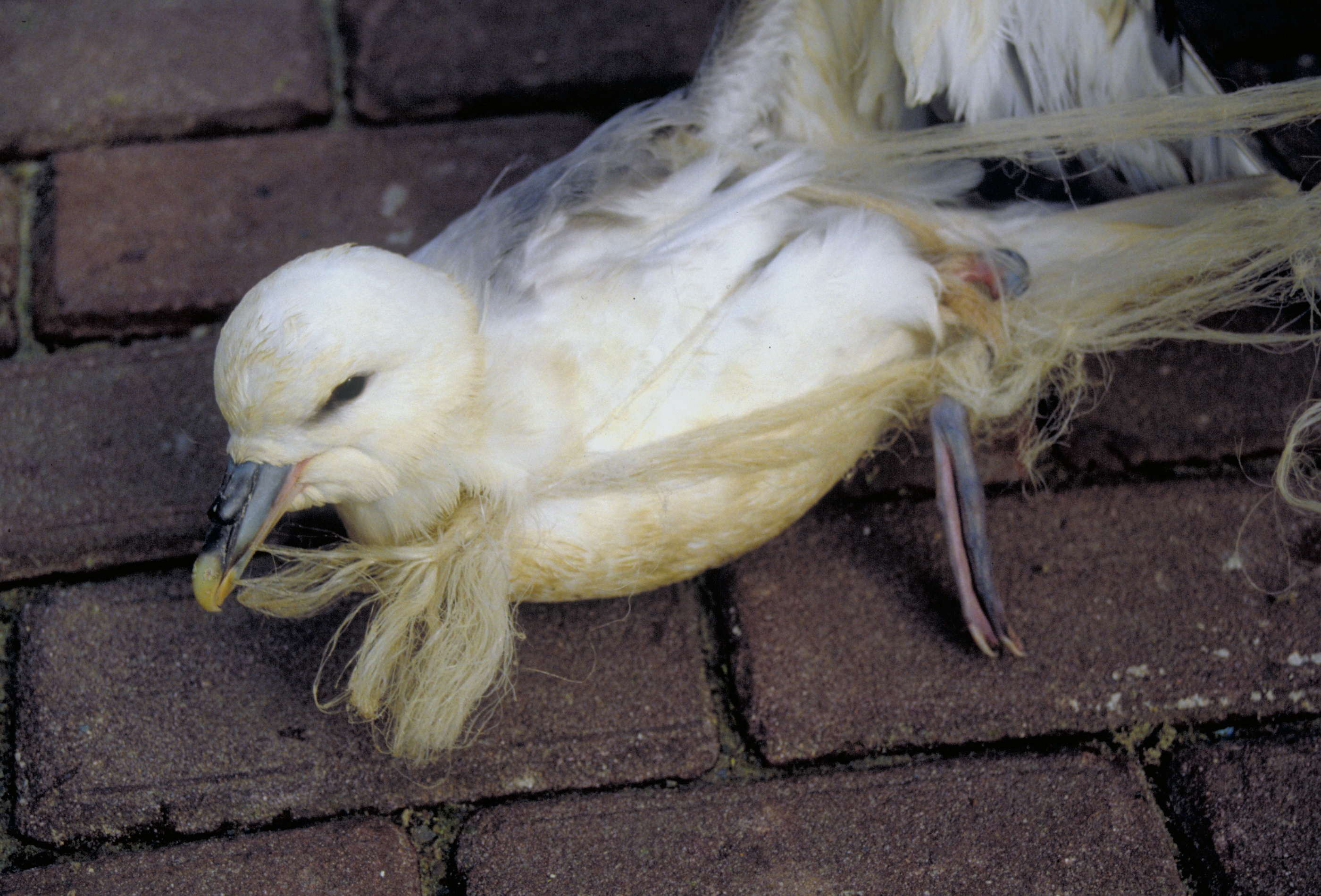
Ave presa em restos de redes

A ingestão de detritos e o enredamento em redes fantasma são os principais problemas diretos. A ingestão pode bloquear total ou parcialmente o trato digestivo dos animais, impedir sua alimentação, prejudicar a digestão e sua capacidade de reprodução, e lhes dá uma falsa sensação de que estão alimentados. O enredamento causa asfixia, ferimentos, esfolamento, necroses, amputações, úlceras, deformações, impede ou prejudica a locomoção, sua capacidade de fugir de predadores e de se alimentar, e pode levar à inanição. Mesmo se o animal consegue escapar e sobreviver aos ferimentos, pode ficar com sequelas permanentes. Os efeitos do enredamento são mais rápidos que os da ingestão, e mais visíveis, e por isso são os mais relatados. Cerca de 80% dos relatos de morte de animais são nos casos de enredamento, enquanto apenas cerca 5% dos relatos são em casos de ingestão. De qualquer maneira, as estatísticas disponíveis seguramente representam uma fração mínima dos casos em todo o mundo, e se concentram na macrofauna, que é mais fácil de ser rastreada. Os dados sobre baleias e focas, por exemplo, indicam que de 57 a 135 mil indivíduos são enredados anualmente nas redes fantasma, e o enredamento de animais menores como tartarugas, aves, peixes e outras espécies é impossível de calcular.
Muitos animais que vivem junto ao mar ou dentro dele consomem detritos por engano, pois muitas vezes eles se parecem com suas presas e alimentos naturais. No total, sabe-se que 1288 espécies marinhas ingerem resíduos plásticos, sendo os peixes a maior fração. Resíduos plásticos volumosos podem ficar permanentemente alojados no trato digestivo desses animais, bloqueando a passagem de alimentos e causando morte por fome ou infecção. Pequenas partículas flutuantes de plástico também se assemelham ao zooplâncton, o que pode levar os filtradores a consumi-las e fazer com que entrem na cadeia alimentar do oceano. Além disso, o plástico no ambiente marinho que contamina a cadeia alimentar pode ter repercussões na viabilidade das espécies de peixes e crustáceos.
Outros problemas graves são causados pela alteração do fundo oceânico em função do lixo acumulado, perturbando ou cobrindo os habitats de comunidades bentônicas. A limpeza de praias pode causar danos a espécies que vivem na areia. Há ainda um crescente acúmulo de substâncias tóxicas nos mares trazidas pelos detritos ou originadas de sua decomposição. Detritos flutuantes podem carregar animais e plantas por todos os mares, provocando a invasão de ambientes onde não eram nativos, e com isso alterando a dinâmica dos ecossistemas locais.
Por outro lado, nem todos os artefatos antropogênicos colocados nos oceanos são prejudiciais. Estruturas de ferro e concreto geralmente causam poucos danos ao meio ambiente porque geralmente afundam e ficam imóveis e, em profundidades rasas, podem até servir de andaimes para recifes artificiais. Navios e vagões de metrô foram deliberadamente afundados para esse propósito. Além disso, sabe-se que os caranguejos eremitas usam pedaços de lixo da praia como concha quando não conseguem encontrar uma concha real do tamanho de que precisam.

### Impactos econômicos e sociais

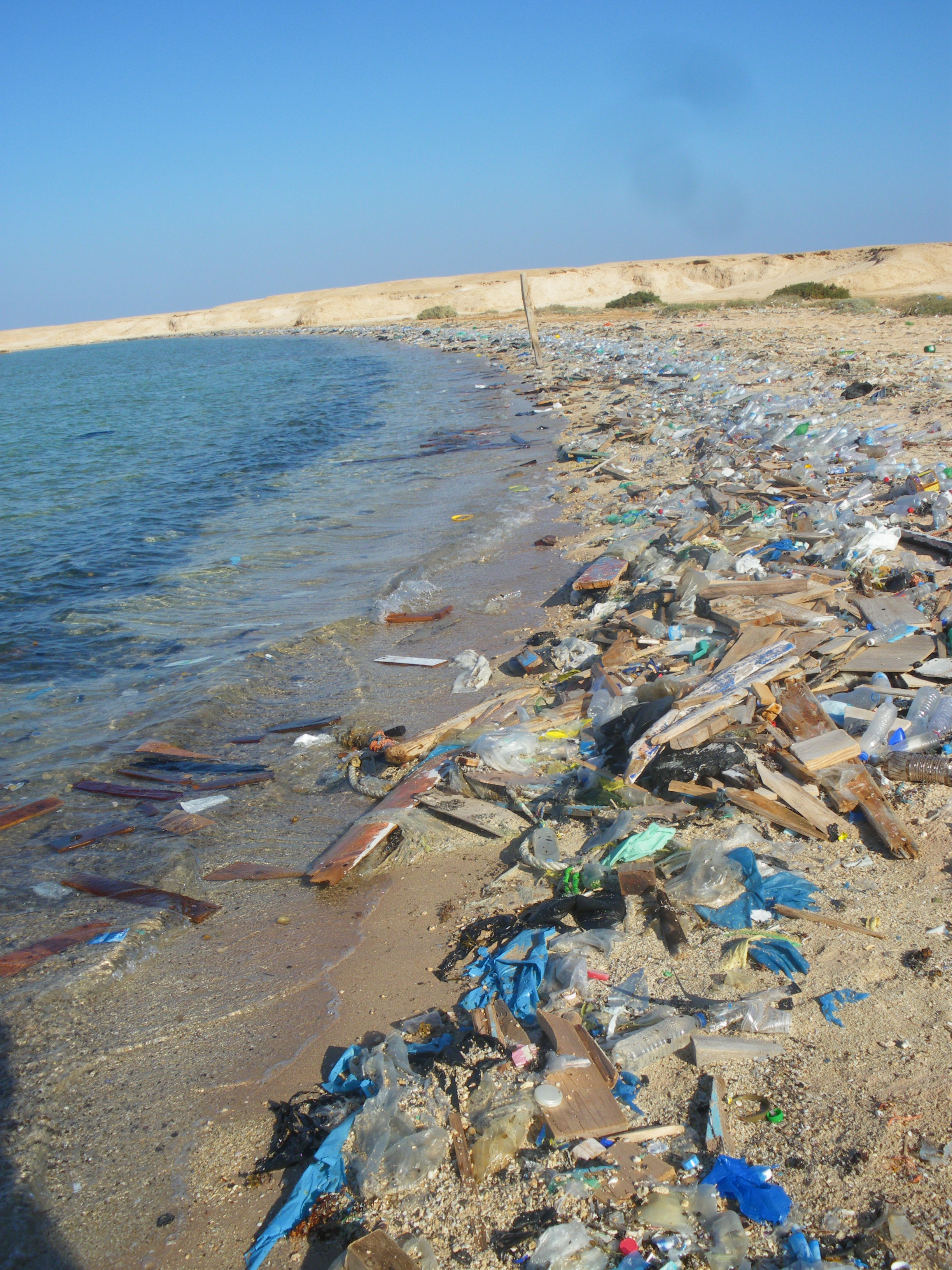
Praia cheia de lixo trazido pela maré

O lixo marinho causa sérios prejuízos para vários setores da sociedade, gerando despesas para limpeza de praias, danos a embarcações, entupimento de canalizações, redução na pesca e na produtividade da aquicultura, além de causar deterioração da beleza cênica das paisagens costeiras e prejudicar o turismo, a recreação e a imagem pública dos lugares poluídos. Segundo um estudo do PNUMA, "a cada ano, o detrito marinho resulta em tremendos custos e perdas econômicas para indivíduos e comunidades em todo o mundo".
Também representa uma ameaça à segurança e à saúde pública. Detritos em praias, como cacos de vidro e objetos metálicos cortantes, têm sido frequente causa de ferimentos em pessoas e animais domésticos; lixo hospitalar pode estar contaminado com doenças, detritos flutuantes são uma ameaça a nadadores, mergulhadores e esportistas. Há também aspectos jurídicos envolvidos, já que o assunto está ligado a violações de leis sobre o descarte e processamento de lixo, e à pesca predatória e clandestina.

### Impactos da pandemia da COVID-19
No Quênia, a pandemia da COVID-19 impactou a quantidade de detritos marinhos encontrados nas praias, sendo cerca de 55% itens de lixo relacionados à pandemia. Embora o lixo relacionado à pandemia tenha aparecido nas praias do Quênia, ele não chegou à água. A redução do lixo no oceano pode ser resultado do fechamento das praias e da falta de movimento durante a pandemia, pelo que é provável que haja menos lixo no oceano. Impactos adicionais da pandemia da COVID-19 foram observados em Hong Kong, onde máscaras descartáveis acabaram nas praias das ilhas de Soko. Isto pode ser atribuído ao aumento da produção de produtos médicos (máscaras e luvas) durante a pandemia, levando a um aumento do descarte não convencional desses produtos.

## Remoção

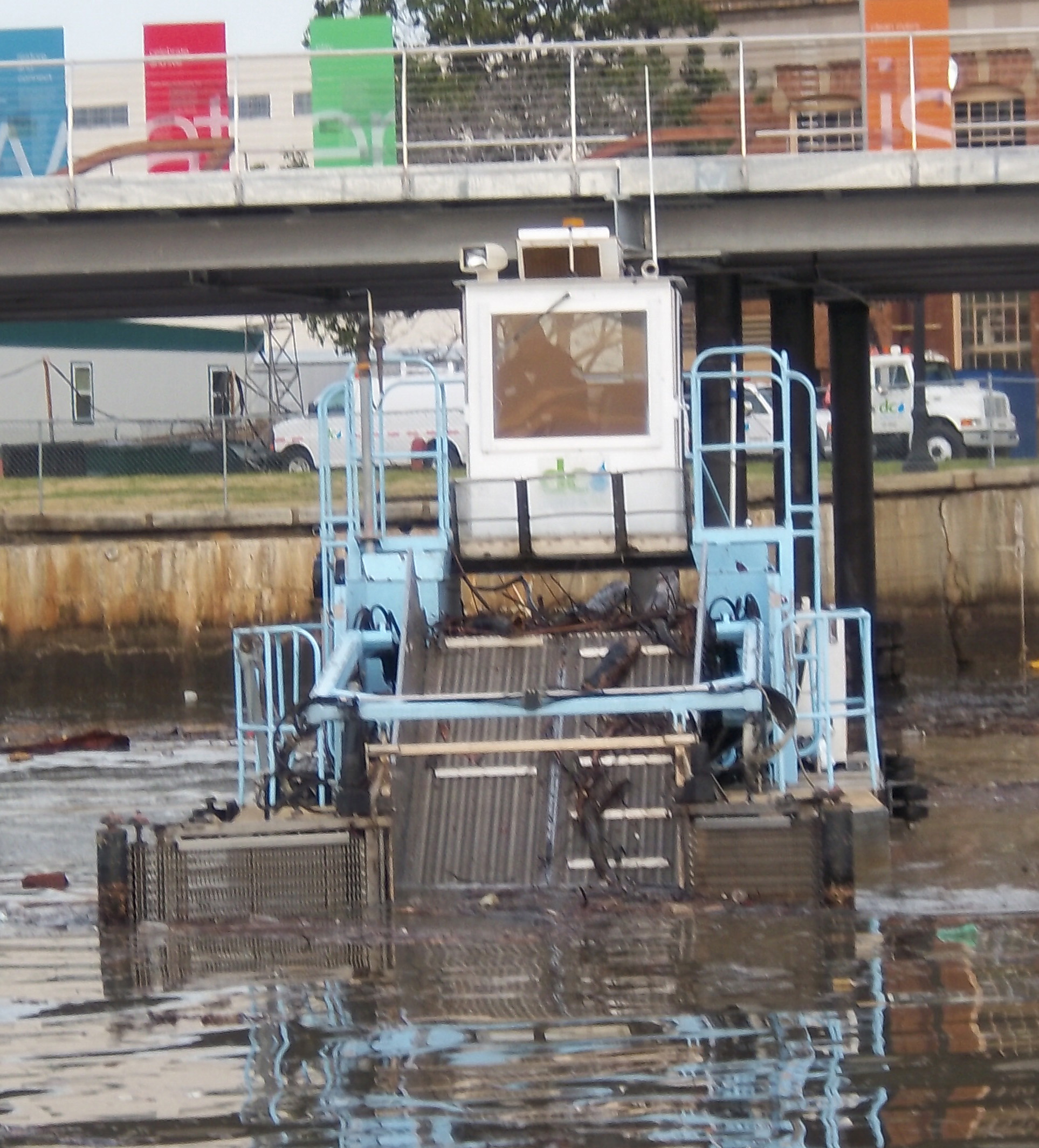
Barco skimmer usado para remover detritos flutuantes e lixo dos rios Potomac e Anacostia

### Limpezas costeiras e fluviais
Técnicas para coletar e remover detritos marinhos (ou fluviais) incluem o uso de barcos coletores de detritos. Dispositivos como esses podem ser usados onde detritos flutuantes representam um perigo para a navegação. Por exemplo, o Corpo de Engenheiros do Exército dos EUA remove 90 toneladas de "material flutuante" da Baía de São Francisco todo mês. O Corpo tem feito este trabalho desde 1942, quando um hidroavião que transportava o Almirante Chester W. Nimitz colidiu com um pedaço de destroços flutuantes e afundou, custando a vida do seu piloto.
Existem também projectos que estimulam os barcos de pesca a removerem qualquer lixo que acidentalmente apanhem resíduos durante a pesca.
Em outros lugares, "armadilhas de lixo" são instaladas em pequenos rios para capturar detritos transportados pela água antes que cheguem ao mar. Por exemplo, Adelaide, na Austrália do Sul, opera uma série de armadilhas deste tipo, conhecidas como “armadilhas de lixo” ou “armadilhas de poluentes grosseiros” no Rio Torrens, que desagua (durante a estação chuvosa) no Golfo de São Vicente.
Em lagos ou perto da costa, a remoção manual também pode ser usada. O Projeto AWARE, por exemplo, promove a ideia de deixar que os clubes de mergulho limpem o lixo, por exemplo, como um exercício de mergulho.
Uma vez por ano, há uma operação de remoção de detritos marinhos de mergulho em Scapa Flow, em Orkney, administrada pela Ghost Fishing UK, financiada pela World Animal Protection e pela Fat Face Foundation.
A limpeza de detritos marinhos pode ser dificultada pela colaboração inadequada entre os níveis de governo e por uma fragmentação de autoridades reguladoras (a responsabilidade difere frequentemente consoante a superfície do oceano, o fundo do mar e a costa). Por exemplo, estima-se que existam 1600 barcos destruídos e abandonados nas águas da Colúmbia Britânica. Em 2019, o governo federal do Canadá aprovou legislação para tornar ilegal o abandono de uma embarcação mas a aplicação da lei é dificultada porque muitas vezes é difícil determinar quem é o proprietário de um barco abandonado, uma vez que os proprietários não são obrigados a ter uma licença – o licenciamento é uma responsabilidade do governo provincial. A Dead Boats Disposal Society, uma organização sem fins lucrativos sediada em Victoria, observa que a falta de fiscalização significa que os barcos abandonados são muitas vezes largados ao naufrágio, o que aumenta o custo da limpeza e agrava o risco ambiental (devido à infiltração de combustível, óleo, plásticos e outros poluentes).

### Limpezas no meio do oceano
No mar, a remoção de detritos artificiais (ou seja, plásticos) ainda está em fase inicial. No entanto, alguns projetos foram iniciados usando navios com redes (Ocean Voyages Institute/Kaisei 2009 e 2010 e New Horizon 2009) para capturar alguns plásticos, principalmente para fins de pesquisa. Há também o SeaVax da Bluebird Marine System, que era movido a energia solar e eólica e tinha um triturador e um porão de carga a bordo. O navio Manta da Sea Cleaners tem um conceito semelhante.
Outro método para coletar lixo artificial foi proposto por Boyan Slat, da The Ocean Cleanup. Ele sugeriu o uso de plataformas com braços para recolher os destroços, situadas dentro da corrente de giros. O navio SAS Ocean Phoenix é um tanto semelhante em design.
Em junho de 2019, o Ocean Voyages Institute realizou uma limpeza utilizando rastreadores GPS e equipamentos marítimos existentes na Zona de Convergência Subtropical do Pacífico Norte, estabelecendo o recorde para a maior limpeza no meio do oceano realizada no Giro do Pacífico Norte e removendo mais de 84.000 libras de redes de polímero e lixo plástico de consumo do oceano.
Em maio/junho de 2020, o Ocean Voyages Institute conduziu uma nova expedição de limpeza no Giro e estabeleceu um recorde para a maior limpeza no meio do oceano realizada no Giro do Pacífico Norte, que removeu mais de 170 toneladas (340.000 libras) de plásticos de consumo e redes fantasmas do oceano. Utilizando rastreadores de satélite GPS personalizados que são implantados por embarcações de pesca de oportunidade, o Ocean Voyages Institute é capaz de rastrear com precisão e enviar embarcações de limpeza para remover redes fantasmas. A tecnologia do rastreador GPS está sendo combinada com imagens de satélite, aumentando a capacidade de localizar lixo plástico e redes fantasmas em tempo real por meio de imagens de satélite, o que aumentará significativamente a capacidade e a eficiência da limpeza.
Outro problema é que a remoção de detritos marinhos do oceano pode causar mais danos do que benefícios. A limpeza de microplásticos também pode eliminar acidentalmente o plâncton, que é o principal grupo alimentar de nível inferior da cadeia alimentar marinha e responsável por mais de metade da fotossíntese na Terra. Uma das formas mais eficientes e econômicas de ajudar a reduzir a quantidade de plástico que entra nos nossos oceanos é não participar na utilização de plásticos de utilização única, evitar bebidas engarrafadas em plástico, como garrafas de água, utilizar sacos de compras reutilizáveis e comprar produtos com embalagens reutilizáveis.

## Leis e tratados
O oceano é um bem comum global, portanto, as externalidades negativas dos detritos marinhos geralmente não são sentidas pelo produtor. Na década de 1950, a importância da intervenção governamental no protocolo de poluição marinha foi reconhecida na Primeira Conferência sobre o Direito do Mar.
O despejo oceânico é controlado pelo direito internacional, incluindo:
- A Convenção de Londres (1972) – um acordo das Nações Unidas para controlar o despejo de resíduos nos oceanos[79] Esta Convenção sobre a Prevenção da Poluição Marinha por Despejo de Resíduos e Outros Materiais consistia em vinte e dois artigos que abordavam as expectativas das partes contratantes.[80] Os três anexos definiram muitos compostos, substâncias e materiais cuja deposição no oceano é inaceitável.[80] Exemplos de tais matérias incluem: compostos de mercúrio, chumbo, cianetos e resíduos radioativos.[80]
- MARPOL 73/78 – uma convenção concebida para minimizar a poluição dos mares, incluindo o despejo, a poluição por óleo e gases de escape.[81] A convenção MARPOL original não considerou o despejo por navios, mas foi revista em 1978 para incluir restrições às embarcações marítimas.[82]
- UNCLOS – assinada em 1982, mas em vigor em 1994, a Convenção das Nações Unidas sobre o Direito do Mar enfatizou a importância de proteger todo o oceano e não apenas regiões costeiras específicas.[78] A CNUDM impôs restrições à poluição, incluindo uma ênfase nas fontes terrestres.[78]

### Lei australiana
Uma das primeiras leis antidumping foi a Lei de Proteção de Praias, Áreas de Pesca e Rotas Marítimas da Austrália de 1932, que proibia o despejo de "lixo, entulho, cinzas ou resíduos orgânicos" de "qualquer embarcação em águas australianas" sem autorização prévia por escrito do governo federal. Também exigia permissão para o afundaento deliberado. A lei foi aprovada em resposta às grandes quantidades de lixo que chegam às praias de Sydney e Newcastle, vindas de embarcações fora do alcance dos governos locais e do governo de Nova Gales do Sul. Foi revogada e substituída pela Lei de Proteção Ambiental (Despejo no Mar) de 1981, que deu efeito à Convenção de Londres.

### Direito europeu
Em 1972 e 1974, foram realizadas convenções em Oslo e Paris, respectivamente, que resultaram na aprovação da Convenção OSPAR, um tratado internacional que controla a poluição marinha no nordeste do Oceano Atlântico. A Convenção de Barcelona protege o Mar Mediterrâneo. A Directiva-Quadro da Água de 2000 é uma diretiva da União Europeia que compromete os Estados-Membros da UE a libertar as águas interiores e costeiras da influência humana. No Reino Unido, a Lei de Acesso Marítimo e Costeiro de 2009 foi concebida para “garantir oceanos e mares limpos, saudáveis, seguros, produtivos e biologicamente diversos, através da implementação de melhores sistemas para garantir o desenvolvimento sustentável do ambiente marinho e costeiro”. Em 2019, o parlamento da UE votou pela proibição em toda a UE de produtos plásticos de uso único, como canudos, talheres, pratos e recipientes para bebidas de plástico, recipientes de poliestireno para alimentos e bebidas, misturadores de bebidas de plástico, sacolas plásticas e cotonetes. A lei entrará em vigor em 2021.

### Lei dos Estados Unidos
Nas águas dos Estados Unidos, foram observadas muitas consequências da poluição, incluindo: zonas hipóxicas, proliferações nocivas de algas e espécies ameaçadas. Em 1972, o Congresso dos Estados Unidos aprovou a Lei de Despejo no Oceano, dando à Agência de Proteção Ambiental o poder de monitorar e regular o despejo de lodo de esgoto, resíduos industriais, resíduos radioativos e materiais biológicos perigosos nas águas territoriais do país. A lei foi alterada dezasseis anos mais tarde para incluir resíduos médicos. É ilegal descartar qualquer tipo de plástico nas águas dos EUA.

### Propriedade
O direito de propriedade, o direito do almirantado e o direito do mar podem ser relevantes quando bens perdidos, extraviados ou abandonados são encontrados no mar. A lei de salvamento recompensa os catadores por arriscarem suas vidas e propriedades para resgatar a propriedade de outra pessoa do perigo. Em terra, a distinção entre perda deliberada e acidental levou ao conceito de "tesouro". No Reino Unido, os bens naufragados devem ser comunicados a um Receptor de Naufrágios e, se forem identificáveis, devem ser devolvidos ao seu legítimo proprietário.

## Ativismo
Um grande número de grupos e indivíduos atuam ativamente na prevenção ou educação sobre detritos marinhos. Por exemplo, a 5 Gyres é uma organização que visa reduzir a poluição por plásticos nos oceanos e foi uma das duas organizações que recentemente pesquisaram a Grande Mancha de Lixo do Pacífico. Heal the Bay é outra organização focada na proteção da Baía de Santa Monica, na Califórnia, patrocinando programas de limpeza de praias e outras atividades. Marina DeBris é uma artista que concentra a maior parte de seu trabalho recente em educar as pessoas sobre o lixo nas praias. Sites interativos como o Adrift demonstram para onde o plástico marinho é transportado, ao longo do tempo, pelas correntes oceânicas do mundo.
Em 11 de abril de 2013, com o objetivo de criar consciência, a artista Maria Cristina Finucci fundou o Garbage Patch State na UNESCO – Paris, em frente à Diretora Geral Irina Bokova. Primeiro de uma série de eventos sob o patrocínio da UNESCO e do Ministério do Meio Ambiente italiano.
Quarenta e oito fabricantes de plásticos de 25 países, membros da Associação Global de Plásticos para Soluções para o Lixo Marinho, comprometeram-se a ajudar a prevenir o lixo marinho e a incentivar a reciclagem.

### Mitigação

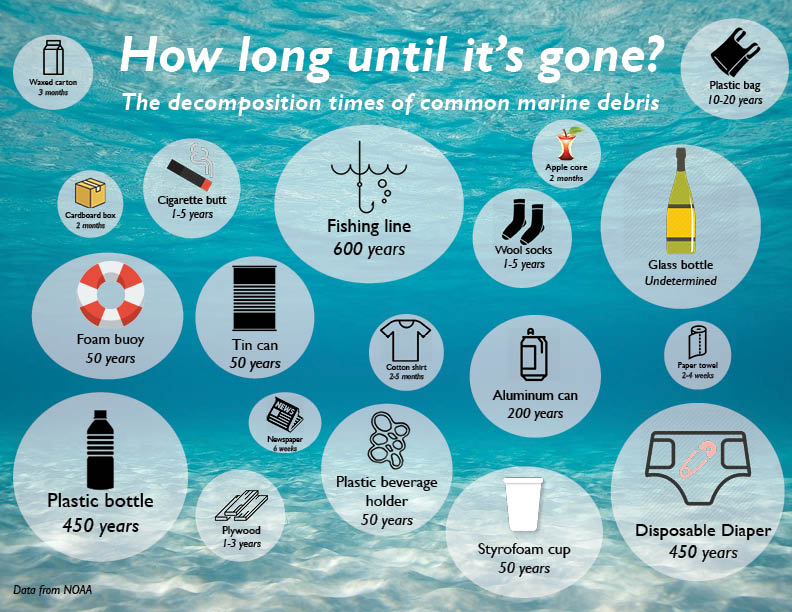
Os tempos de decomposição dos detritos marinhos

Os detritos marinhos são um problema generalizado, não apenas o resultado de atividades em regiões costeiras.
Os resíduos plásticos dos estados do interior vêm de duas fontes principais: lixo comum e materiais de lixões e aterros sanitários que são levados pelo vento ou levados pelas águas interiores e por escoamentos de águas residuais. O lixo segue de cursos d'água interiores, rios, córregos e lagos até o oceano. Embora a limpeza dos oceanos e das zonas costeiras seja importante, é crucial eliminar os resíduos plásticos provenientes de estados do interior e dos estados sem litoral.
No nível dos sistemas, existem várias maneiras de reduzir a quantidade de detritos que entram em nossos cursos de água:
- Promover o uso de combustíveis derivados de resíduos. O plástico usado com baixo valor residual muitas vezes não é reciclado e tem maior probabilidade de vazar para o oceano.[100]
- Melhorar as taxas de recuperação de plástico (em 2012, os Estados Unidos geraram 11,46 milhões de toneladas de resíduos plásticos, dos quais apenas 6,7% foram recuperados.[101]
- Adaptar estratégias de Responsabilidade Alargada do Produtor para tornar os produtores responsáveis pela gestão dos produtos quando os produtos e as suas embalagens se tornam resíduos; incentivar o design de produtos reutilizáveis para minimizar os impactos negativos no ambiente.[102]
- Proibir o uso de filtros de cigarro e estabelecer um sistema de depósito para cigarros eletrônicos (semelhante ao utilizado para as latas de propano).[103]

Os consumidores podem ajudar a reduzir a quantidade de plástico que entra nos cursos de água, reduzindo o uso de plásticos de uso único, evitando microesferas e participando na limpeza de praias fluviais ou lacustres.